# Bildungszentrum für das Steinmetz- und Bildhauerhandwerk Königslutter

Logo des Steinmetzzentrums Königslutter

Das Bildungszentrum für das Steinmetz- und Bildhauerhandwerk Königslutter, auch kurz Steinmetzzentrum genannt, war von 1981 bis 2022 ein überregionales Ausbildungszentrum für die Überbetriebliche Lehrlingsunterweisung (ÜLU), Meistervorbereitung, Ausbildung zum Restaurator im Handwerk und Erwachsenen- und Weiterbildung für Steinmetze und Steinbildhauer. Das Steinmetzzentrum in Königslutter am Elm in Niedersachsen, das sich in der Trägerschaft der Handwerkskammer befand, kooperierte in seiner Tätigkeit mit dem Bundesinnungsverband, den Landesinnungen und dem bundesweiten Steinmetz-Berufsbildungswerk.
Die frühere Handwerkskammer Braunschweig, heute Handwerkskammer Braunschweig-Lüneburg-Stade, errichtete das Steinmetzzentrum im Einvernehmen mit dem Berufsbildungswerk des Steinmetz- und Bildhauerhandwerks e.V. im Jahr 1981. Ausgelastet wurde das Steinmetzzentrum wesentlich durch die überbetriebliche Lehrlingsunterweisung. In den ersten 25 Jahren seit seiner Gründung beschulte es knapp 43.000 Steinmetz- und Steinbildhauerlehrling.

## Standort und Steinmetztradition
Die Handwerkskammer Braunschweig bezog sich in den 1970er Jahren bei der Standortsuche für ein Steinmetzzentrum ausdrücklich auf die regionale Steinmetztradition, die ihren Ursprung im Kaiserdom Königslutter habe. Die Handwerkskammer habe damit eine „Handwerks- und Steinbildhauertradition fortgesetzt“, die mit seiner „bemerkenswerten niederdeutschen Baukunst“ gegründet sei. Dieses romanische Bauwerk bilde eine „einmalige Synthese lombardischer Steinbildhauerkunst und romanischer Steinbautechnik“. Die kunstgeschichtlich bedeutsamen Steinbildwerke des Kaiserdoms von europäischem Rang, sowohl Jagdfries als auch Kreuzgang und Löwenportal, legen Zeugnis einer Handwerkskunst ab, an die das Steinmetz- und Steinbildhauerhandwerk im nordwest-, mittel- und ostdeutschen Raum stets angeknüpft habe.
Deshalb sei auch in den 1940er Jahren die Steinmetzschule in den Mauern der Stadt Königslutter entstanden und wurde im Jahr 1984 vom Landkreis Helmstedt und Berufsbildungswerk in unmittelbarer räumlicher Nähe zum Steinmetzzentrum neu gebaut. Ferner sei deutlich, dass sich diese Steinmetzeinrichtungen inmitten des alten deutschen Kaiserreichs befinden, das von Goslar über Braunschweig, Königslutter, Quedlinburg, Hamersleben bis Magdeburg mit seinen kunstgeschichtlich bedeutsamen Bauwerken reicht.
Die Stadt Königslutter ist sich seiner Steinmetztradition und der im Ort befindlichen Steinmetz-Bildungsstätten bewusst, so befindet sich in der Stadt nicht nur das „Dom- und Steinmetzmuseum“ neben dem Kaiserdom, sondern es gibt auch ein Informationszentrum „Geopark Harz. Braunschweiger Land. Ostfalen“, ein Teil des UNESCO Global Geoparks. In diesem Informationszentrum befindet sich des Weiteren ein Teil der Gesteinssammlung von Otto Klages, ein Bürger aus Königslutter, der sich mit seiner umfangreichen Sammlung von Gesteinen und gesteinsbildenden Mineralen aus seiner heimatlichen Umgebung und der ganzen Welt auch in der Wissenschaft einen Namen verschafft hat. Diese in der Stadt befindlichen Einrichtungen werden von den aus dem gesamten Bundesgebiet kommenden Steinmetzen zu Fortbildungszwecken aufgesucht.

## Gründung

### Bau

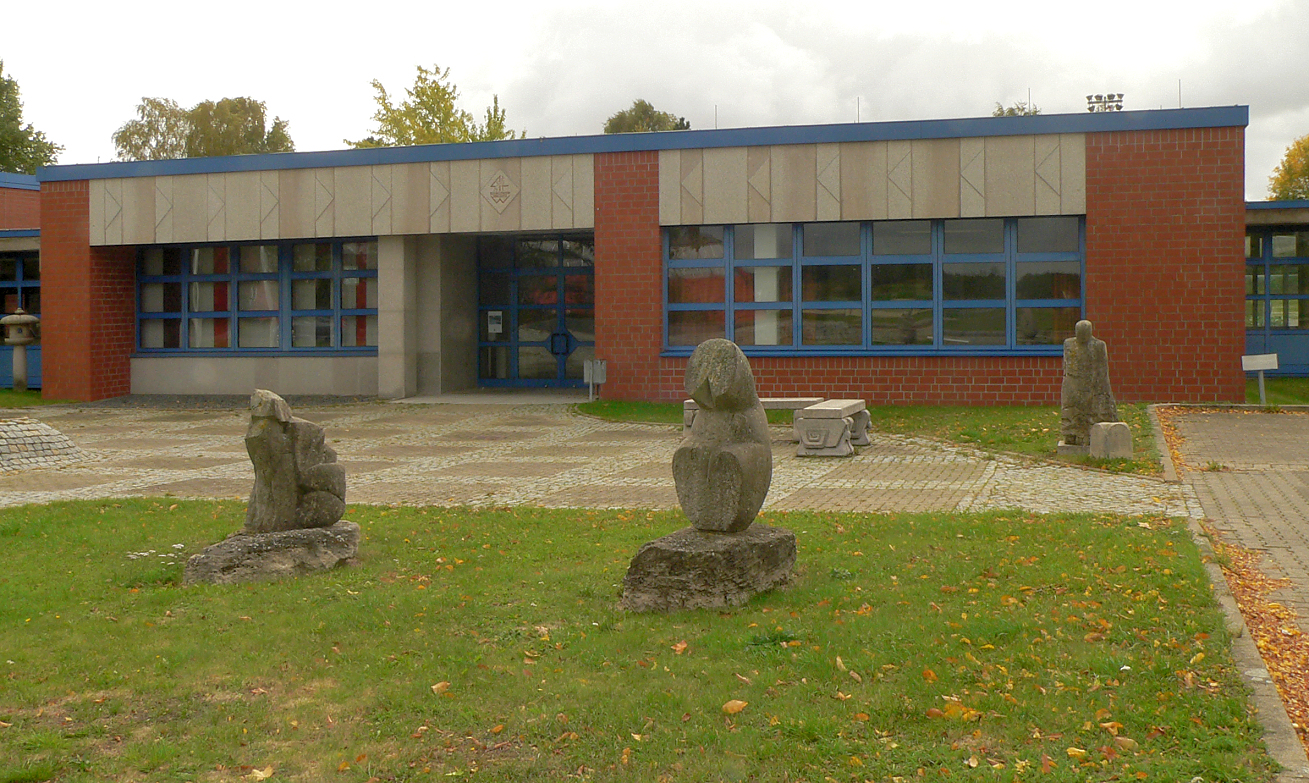
Haupteingang (Mitte) des Steinmetzzentrums Königslutter, rechts Unterrichtsräume, weiter rechts schließen sich die Werkhallen an

1975 wurde der Bauantrag zur Errichtung des Steinmetzzentrums von der Handwerkskammer Braunschweig bei den zuständigen Stellen eingereicht. Im Jahr 1978 wurde zwischen der Handwerkskammer und dem Berufsbildungswerk ein Kooperationsvertrag über das Betreiben des Steinmetzzentrums Königslutter geschlossen. Das Berufsbildungswerk, das die laufenden Kosten der Überbetrieblichen Lehrlingsunterweisung (ÜLU), abzüglich der Zuschüsse von Bund und Ländern zuständig war, war auch für den Bauerhalt und die Modernisierung der Bauten, Gerätschaften und Maschinen finanziell zuständig. Das 1976 gegründete Berufsbildungswerk setzt sich paritätisch aus dem Bundesinnungsverband der Steinmetze und der IG BAU zusammen.
Der Bau des Steinmetzzentrums, nebst Ausstattung für das Internat, die Mensa, Maschinen, Gerätschaften und Werkzeuge kostete bis zur Fertigstellung etwa 10,3 Mio. DM. Die Kosten wurden anteilig vom Bundesinstitut für Berufliche Bildung, dem Land Niedersachsen und dem Steinmetz-Berufsbildungswerk finanziert. Das Berufsbildungswerk trug 10 Prozent der gesamten Kosten.

Blick in eine Werkhalle mit Steinstaub-Absaugung (links Absaugvorrichtung, oben rechts Frischluftzufuhr)

Der neue Baukomplex entstand auf einem Grundstück von 12.500 m² Größe, auf dem sich die bebauten Flächen über 4.600 m² erstreckten. An Gebäuden wurden vier Werkhallen errichtet, darunter eine Maschinenhalle, zwei Hallen mit Steinstaub-Absaugungsanlagen mit je 16 Arbeitsplätzen und eine Bauhalle. Außerdem entstanden zwei Unterrichtsräume, eine Mensa mit etwa 100 Plätzen und ein Gästehaus für Lehrlinge. 1984 wurde in unmittelbarer Nähe zum Steinmetzzentrum die staatliche Steinmetzschule Königslutter gebaut, eine Berufs- und Technikerschule mit einem eigenen Berufsschul-Internat. Dieses Internat betrieb das Steinmetzzentrum in Kooperation mit dem Träger der Steinmetzschule, dem Landkreis Helmstedt.

### Gästehaus-Bau

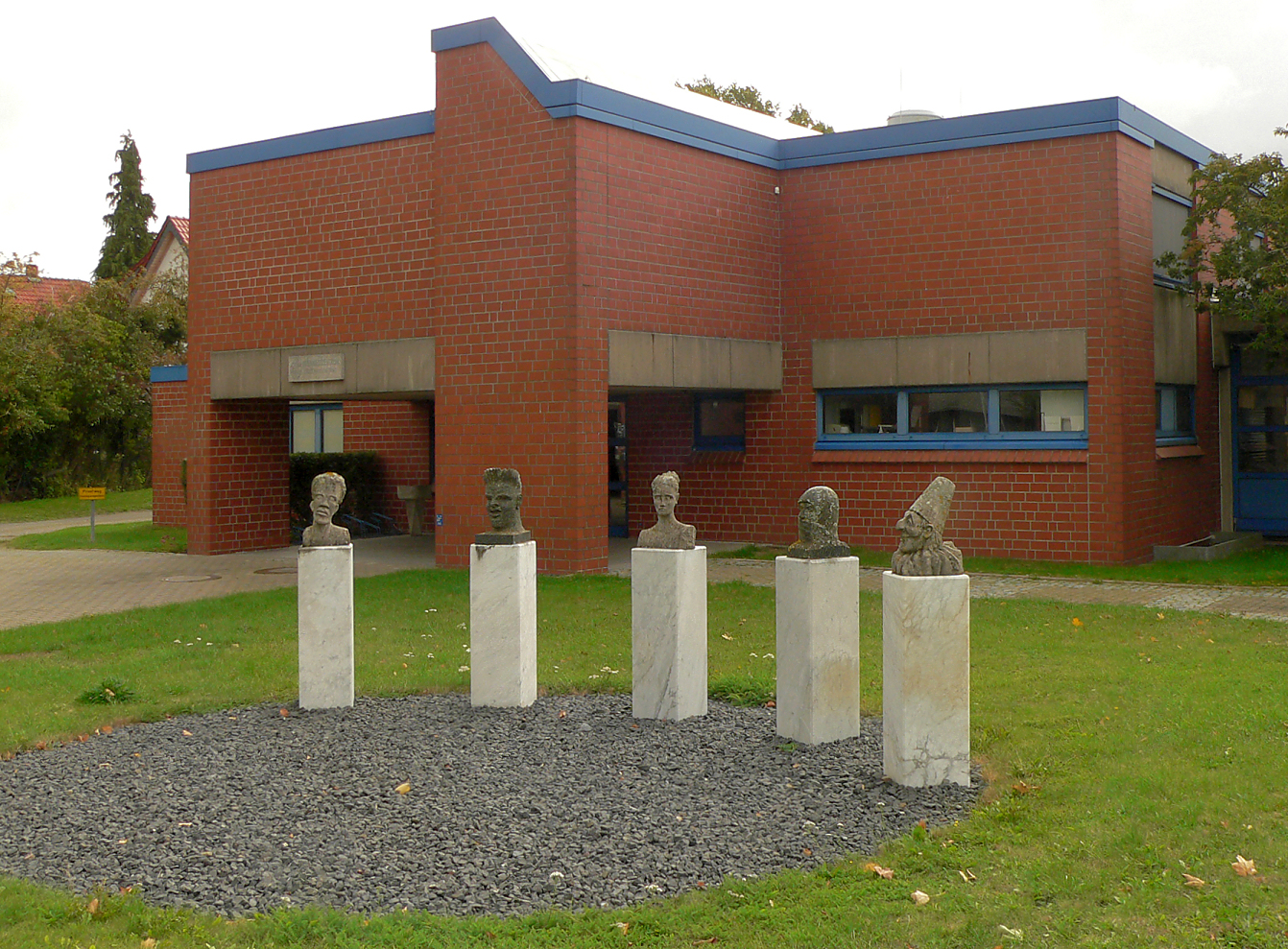
Gästehaus-Eingang (links), rechts schließt sich die Mensa an

Im Jahr 2002 wurde eine Modernisierung des Internats des Steinmetzmetzzentrums abgeschlossen. Der Altbau mit den vorhandenen 4-Bett-Zimmern wurde zu 2-Bett-Zimmern umgestaltet. Auf dem bisher unbebauten Freibereich zwischen Werkhallen, Verwaltungstrakt mit Theorieräumen, Internatsgebäude mit Mensa war ein neues Gästehaus mit einer großen Sporthalle entstanden, das den Lehrlingen des Steinmetzzentrums und den Berufsschülern weitere und neue Freizeitmöglichkeiten anbot. Die Halle ließ sich auch für große Veranstaltungen nutzen. Weiterhin fanden wie bisher auch fachliche Freizeitveranstaltungen wie Modellieren mit Ton und Freihandzeichnen für die SteinmetlLehrlinge statt. Die neue Unterbringungskapazität betrug 89 Betten.
Im Rahmen der Modernisierung wurden die Eindeckung der Flachdächer erneuert. Der provisorisch eingerichtete EDV-Raum, der zu klein war, wurde zu einem Umkleide- und Duschraum für die weiblichen Lehrlinge umgebaut, da die diesbezüglichen Teilnehmerzahlen gestiegen waren. Der bisherige Umkleideraum wurde zum Umkleideraum der Ausbilder. Ein neuer EDV-Raum konnte errichtet und mit Gerätschaften ausgerüstet werden.
Die Kosten der Baumaßnahmen beliefen sich auf etwa 4,3 Mio. €. Sie wurden wie in der Gründungszeit vom Bundesinstitut für Berufliche Bildung, dem Land Niedersachsen und dem Berufsbildungswerk getragen.

## Ausbildungsgänge im Steinmetzzentrum

### Meistervorbereitungslehrgänge

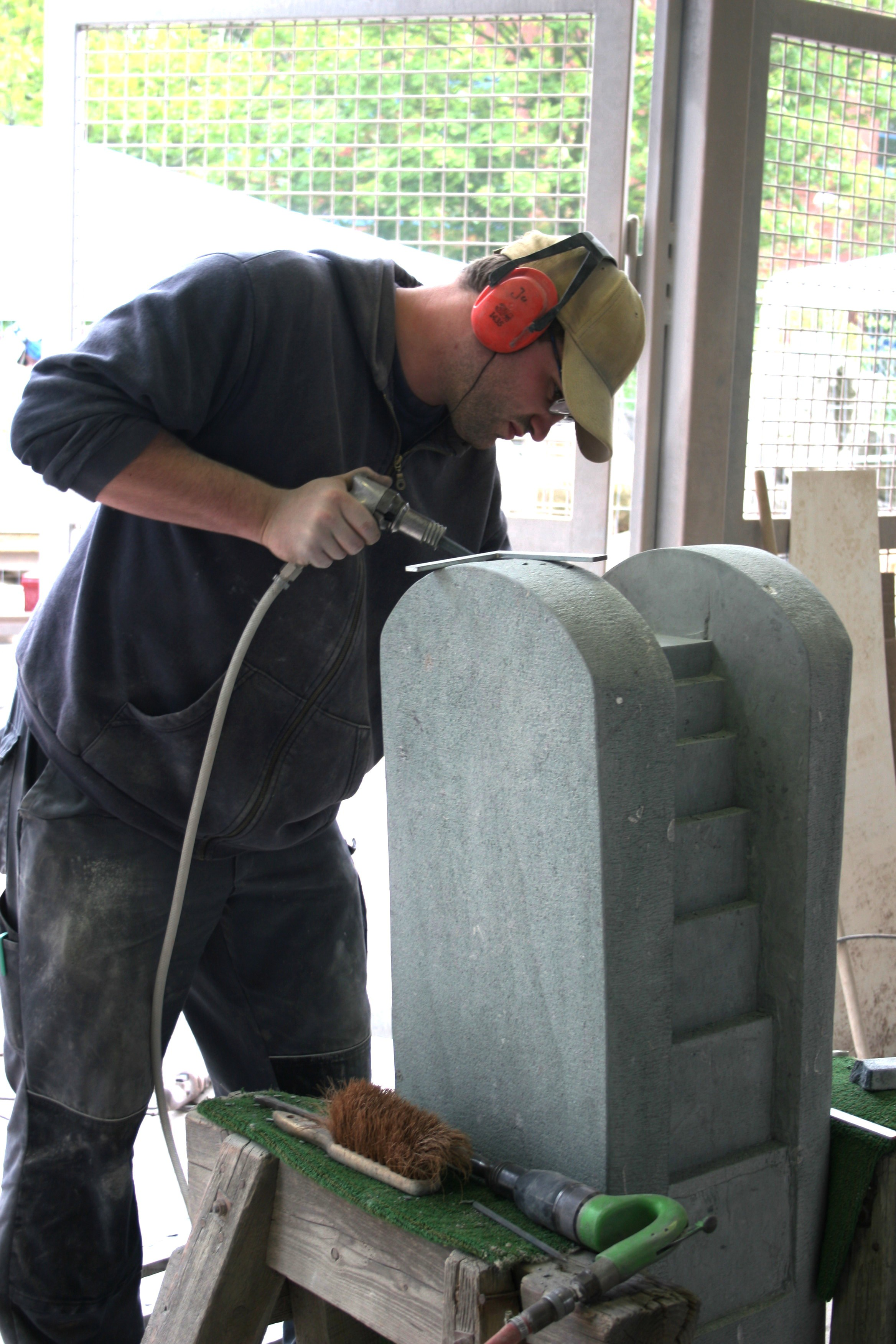
Meisterprüfung Königslutter: Ein Prüfling arbeitet mit einem Drucklufthammer an seinem Meisterstück, einem Brunnen aus Anröchter Dolomit

Die einjährige Meistervorbereitung im Steinmetz- und Steinbildhauerhandwerk in Vollzeit führte bis ins Jahr 1981 die Steinmetzschule Königslutter im Auftrag der Handwerkskammer durch, die alle vier Hauptteile der Meisterprüfung mit einer Zeitdauer von einem Jahr umfasste. Die Meisterprüfung umfasst die Fachtheorie, -praxis, Berufs- und Arbeitspädagogik sowie wirtschaftliche und rechtliche Kenntnisse. 1986 wurde der erste Lehrgang mit der Dauer von 1½ Jahren durchgeführt. Die Verlängerung dieser Ausbildung wurde erforderlich, da sich die Aufgaben von Steinmetzen in Neu- und Altbau, Steinrestaurierung und Denkmalpflege an historischen Bauwerken und Baudenkmälern aus Naturstein in der Folgezeit dynamisch entwickelt hatte. Später kamen berufsbegleitende Lehrgänge hinzu, die lediglich die zwei Hauptteile der Meisterprüfung umfassten, die Fachtheorie und Fachpraxis. Die Lehrgänge waren, wegen großer Nachfrage, in den frühen 1990er Jahren teilweise bis zu fünf Jahre im Voraus ausgebucht. Nach der Wende gab es teilweise bis zu drei Meistervorbereitungslehrgänge, zwei duale und einen Lehrgang in Vollzeit. Ab etwa 2010 sanken die Teilnehmerzahlen in den Vollzeitlehrgängen und die Nachfrage nach berufsbegleitenden Lehrgängen stieg an.
Nach der Schließung des Steinmetzzentrums führt die Handwerkskammer Braunschweig-Lüneburg-Stade als Träger weiterhin Meistervorbereitungslehrgänge für das Steinmetz und Steinbildhauerhandwerk fort.

#### Dozenten im Kunst- und Gestaltungsunterricht
- Klaus Kriebel, Akad. Bildhauer
- Hans Piene[9]
- Prof. Dr. Bärbel Schlüter
- Magnus Kleine-Tebbe, Akad. Bildhauer
- Wolfgang Roßdeutscher, Steinmetz und Akad. Bildhauer

### Ausbildung zum Restaurator im Handwerk
Der erste bundesweite berufsbegleitende Lehrgang zum „Staatl. geprüften Restaurator im Steinmetz- und Steinbildhauerhandwerk“ überhaupt wurde im Steinmetzzentrum Königslutter im November 1984 begonnen und im Dezember 1986 erfolgreich abgeschlossen. Anschließend fanden weitere derartige Lehrgänge statt. In dieser Fortbildung handelt es sich um einen Lehrgang, der als Zugangsvoraussetzung eine Meisterqualifikation oder eine abgelegte gleichwertige Qualifikation voraussetzt. Das Konzept der Naturstein-Restaurierung an historischen Bauwerken wurde von der Bundesinnung der Steinmetze in einem bundesweit einheitlichen Lehrplan entwickelt und die Teilnehmer durch das BBW finanziell unterstützt. Es ist eine Ausbildung im Spannungsfeld zwischen moderner Technik, überkommener Arbeitstechnik und wissenschaftlich begründeter Restaurierung.

### Überbetriebliche Ausbildung
Der erste Überbetriebliche Lehrgang im Steinmetzzentrum Königslutter begann am 18. Mai 1981 mit Lehrlingen aus dem Bundesland Niedersachsen.
Eine Gesellenausbildung im Steinmetz- und Steinbildhauerhandwerk dauert grundsätzlich drei Jahre, Ausbildungszeitverkürzungen sind unter bestimmten Voraussetzungen möglich. Die ÜLU untergliedert sich fachlich im 1. Ausbildungsjahr in die Grundfertigkeiten und im 2. und 3. Jahr an die erforderliche Anpassung an die Technik.
Die Dauer der Lehrgänge beträgt insgesamt 14 Wochen, unterschiedlich verteilt auf die dreijährige Ausbildung. Die Unterweisung erfolgt in der Form Wochenblöcken. Die zu vermittelnden Unterweisungsinhalte sollen Lehrlingen unabhängig von seiner betrieblichen Spezialisierung qualifizieren und die Vermittlung aller Fertigkeiten und Kenntnisse des vielschichtigen Berufsbildes und gewährleistet. Das Ziel ist ein bundesweit einheitlich hohes Ausbildungsniveau.

### Überbetriebliche Lehrgänge
Die Ausbildungsinhalte in ÜLU-Lehrplänen unterscheiden sich im 3. Ausbildungsjahr nach der jeweils gewählten Fachrichtung.
Fachrichtung-Steinmetz
- Werkstein-Oberflächenbearbeitung von Hand
- Werkstein-Bearbeitung mit Druckluftwerkzeugen
- Steinrestaurierung
- Restaurieren von Naturwerksteinen
- Versetzen von Fassadenbekleidungen
- Herstellen von Treppen-Sonderformen
- Steinmetztechnik in der Baudenkmalpflege
- Verlegen von Bodenbelägen und Sonderformen
- Verlegen von Treppenbelägen in Sonderformen
- Herstellen von Steinschriften
- Maschinelles Bearbeiten von Naturwerkstein und künstlichen Steinen
- Herstellen von Werksteinen mit CNC-Maschinen
- Versetzen von Treppen
- Versetzen von Wandbekleidungen

Fachrichtung-Steinbildhauer
- Modellier- und Abformtechniken
- Übertragungstechniken
- Gestalten und Herstellen von Formen und Modellen sowie Restaurieren von Bildhauerarbeiten
- Herstellen von Schriften, Reliefs und Skulpturen[13]

## Einzugsgebiet
Bis zum August 2022 erstreckte sich das Einzugsgebiet des Steinmetzzentrums für die ÜLU der Steinmetze und Steinbildhauer über 13 Bundesländer.
- Baden-Württemberg
- Berlin
- Brandenburg
- Bremen
- Hamburg
- Hessen
- Mecklenburg-Vorpommern
- Niedersachsen
- Nordrhein-Westfalen
- Rheinland-Pfalz
- Saarland
- Sachsen-Anhalt
- Schleswig-Holstein

Die Steinmetze und Steinbildhauer in Meistervorbereitungs-, Steinrestauratoren- und in den Seminaren zur Erwachsenenfortbildung kamen aus dem gesamten deutschsprachigen Raum.

## Erwachsenenfortbildung
Das erste Fortbildungsseminar im Steinmetzzentrum fand bereits kurz nach seiner Eröffnung im Jahr 1981 zum Thema Denkmalpflege statt. Im Laufe der Zeit entwickelte sich das Programm des Steinmetzzentrums zur Fortbildung von Erwachsenen im Steinmetz- und Steinbildhauerhandwerk umfänglich weiter, hier eine Auswahl aus einem Fortbildungsprogramm aus dem Ende der 1990er Jahre, die thematisch gegliedert ist.

### Gestaltungs-Seminare und Symposien
Ein wesentliches Element des Steinmetz- und Steinbildhauerhandwerks ist die Gestaltung. In den 1980er Jahren wurde am Bildungszentrum ein Gestaltungskreis gegründet und Veranstaltungen zur Thematik der Grabmalgestaltung durchgeführt. 1982 wurde gemeinsam mit der Hochschule für Bildende Künste Braunschweig und Kunststudenten und Steinmetzlehrlingen ein gemeinsamer zweiwöchiger Kurs unter Führung des Bildhauers Emil Cimiotti veranstaltet, einem gelernten Steinmetz. Weitere zahlreiche Symposien veranstaltete das Steinmetzzentrum im Elmkalkstein-Bruch bei Königslutter und auch in der Stadt Königslutter sowie am Kaiserdom Königslutter.
Die Palette der Gestaltung von Naturstein ist groß. Die unten aufgeführten Seminare fanden zumeist als einzelne Tagesseminare statt, während Modellier-Seminare mehrere einzelne Tage umfassten. In den Meistervorbereitungslehrgängen der Steinmetze ist Gestaltung ein wesentlicher Lehrgangsinhalt wie auch in der ÜLU-Lehrgängen in der Fachrichtung Steinbildhauer.
- Freihandzeichnen
- Aktzeichnen mit Modell
- Porträtmodellieren
- Schriftzeichnen und -hauen
- Grabmalgestaltung
- Bronzeguss
- Bildhauerische Reproduktionstechniken

Eine Besonderheit war das Fortbildungsangebot in Form von Gestaltungs-Symposien ab dem Jahr 2007 durch das Steinmetzzentrum, das sich an „Lehrlinge, Junggesellen und Meister jünger als 30 Jahre“ wandte. Es war eine besondere Form der Nachwuchsförderung. Die meistens durch Betreuung von Steinbildhauern, wie beispielsweise von Wolfgang Roßdeutscher, aus Elm-Kalkstein entstandenen Skulpturen wurden nach dem Ende dieser Veranstaltungen an exponierten Ort von Königslutter aufgestellt.

### Steinrestaurierungs-Seminare

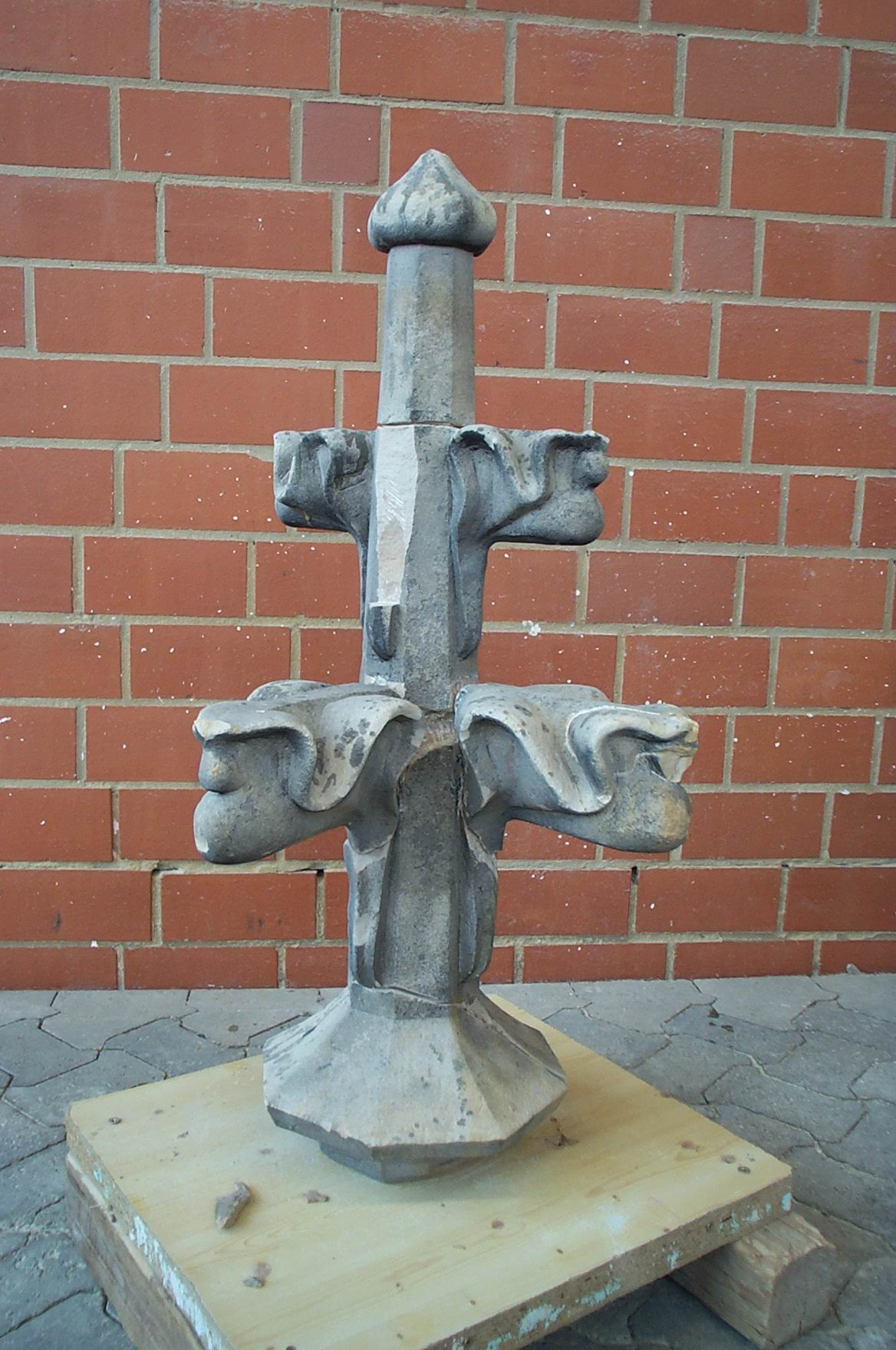
An einer beschädigten Kreuzblume wurde im Lehrgang eine fachgerechte Ergänzung unterwiesen.

In den 1980er Jahren gewann der Erhalt von historischen Denkmälern in der Bundesrepublik an Bedeutung. Daher bot das Steinmetzzentrum bundesweit die ersten Lehrgänge zum Geprüften Restaurator im Steinmetz- und Steinbildhauerhandwerk an, ferner auch Tagesseminare zur Steinmetz-Weiterbildung in der Steinkonservierung. Die Themen in den Tagesseminaren waren:
- Grundlagenseminar Restaurierung
- Schadenskartierung
- Antragungs- und Ergänzungstechniken
- Bauchemie

### Bau-Seminare
Durch die laufende Veränderung im Bauwesen wurden Fort- und Weiterbildungen zu dieser Thematik erforderlich. Insbesondere war die Nachfrage nach der Wende nach Fortbildung in der Bautechnik für Naturstein nachgefragt. Zahlreiche Fachseminare insbesondere zum Bodenbelag für Fassadenbelag wurden veranstaltet.
- Verlegetechnik von Bodenbelägen
- Baupraxis-Seminare
- Natursteinfassaden
- Treppen-Versetztechnik
- Bauschäden an Fassade, Bodenbelag und Mauerwerk

### Seminare zur EDV und CNC-Steinsägetechnik
Im Steinmetzzentrum wurde bereits im Jahr 1987 ein Seminar zu den Möglichkeiten der PC-Nutzung in Steinmetzbetrieben bundesweit an einer Steinmetz-Bildungsstätte veranstaltet. Im Steinmetzzentrum wurde 1997 ebenfalls die erste CNC-Steinsäge bundesweit in Ausbildungsstätten für Steinmetze aufgestellt und in die ÜLU-Ausbildung integriert. Das Thema EDV und CAD wurde ab Ende der 1990er Jahre in Meistervorbereitungslehrgänge aufgenommen.
- Schriftgestaltung auf PC
- CAD
- CNC-Zusatz-Ausbildungs-Seminar: Steinmetz 2000
- Einführung von PCs im Büro und Betrieb

### Unternehmensführung
- Persönliches Verkaufsverhalten
- Erfolgreiches Verkaufsgespräch
- Marketing in Steinmetzbetrieben
- Lohnbuchhaltung
- Kostenrechnung und Kalkulation[15]

## Internationale Kontakte
Internationale Kontakte mit Steinmetzausbildungsstätten und Steinmetz- und Steinbildhauerbetrieben pflegte das Steinmetzzentrum im Rahmen der Deutsch-Französischen Freundschaft in Nîmes in Südfrankreich. Im Rahmen von Leonardo-Projekten in Carrara fanden über Jahre hinweg 13-wöchige Maßnahmen statt und mit dem früheren „Europäischen Zentrum für die Berufe in der Denkmalpflege“ auf der Insel San Servolo bei Venedig in Italien existierten Verbindungen mit Fortbildungsmaßnahmen. In Fines fanden mit der „Escuela del Mármol de Fines“ (Marmorschule Fines) im andalusischen Spanien mehrfache Austausche und Beteiligungen an Symposien statt und im polnischen Poznań einer Bauschule wurde eine Leonardo-Maßnahme für Steinmetzlehrlinge durchgeführt.

### Lehrlinge
Das Steinmetzzentrum pflegte bereits in seinen Anfangsjahren internationale Kontakte, insbesondere nach Frankreich nach Nîmes, der Partnerkammer der Handwerkskammer Braunschweig. Das Steinmetzzentrum beteiligte sich mit Lehrlingen und Meisterschülern an mehreren Symposien unter internationaler Beteiligung. Nach Poznań in Polen wurden zu der dortigen Bauschule Kontakte aufgebaut. In Spaniens Andalusien gewannen deutsche Steinmetz-Lehrlinge mehrfach Preise auf internationalen Symposien. Sie waren Einladungen der Marmorschule Fines gefolgt. Aufgrund der Ausbildungsmöglichkeiten im Steinmetzzentrum, insbesondere in handwerklichen Steinbearbeitungstechniken, entsandte die spanische Marmorschule Auszubildende für zwei Monate ins Steinmetzzentrum.
Eine bedeutende und langjährig anhaltende europäische Maßnahme, die 2003 begann und bis zur Schließung des Steinmetzzentrums in den 2020er Jahren fortgesetzt wurde, war eine Fortbildung von Lehrlingen und Meistern im Rahmen des Leonardo-Programms, zu dem das Steinmetzzentrum über Jahre hinweg etwa 10 bis 12 begabte Steinmetzlehrlinge zur Ausbildung in italienische Betriebe im Gebiet des Carrara-Marmors entsandte.
Nicht zuletzt wegen dieser international erfolgreichen Lehrlings-Maßnahme in Carrara wurde dem Steinmetzzentrum Königslutter der Hermann-Schmidt-Preis vom Verein für Innovative Berufsbildung verliehen, den das Bundesinstitut für Berufliche Bildung einmal im Jahr seit 2003 vergibt.

### Steinmetzmeister und Betriebsinhaber
Im Rahmen international geförderter Leonardo-Maßnahmen konnten sich zahlreiche Meister und Betriebsinhaber auf mehreren einwöchigen Leonardo-Maßnahmen in Fines in Spanien und in Carrara in der italienischen Toskana fortbilden und Kontakt zu ausländischen Kollegen knüpfen.

## Deutsch-deutsches Steinmetztreffen
Im Februar 1990 fand das erste Treffen der Steinmetz-Obermeister aus den ehemaligen Bezirken der DDR mit den damaligen Landesinnungsmeistern aus der BRD im Steinmetzzentrum Königslutter statt. Dies wurde nicht nur zum ersten gegenseitigen Kennenlernen, sondern auch zum Erfahrungsaustausch genutzt.
Das Steinmetzzentrum bot den Steinmetzen in den neuen fünf Ländern anschließend zahlreiche fachtechnische und marktwirtschaftliche Fortbildungsseminare an, um die Steinmetze aus den neuen Bundesländern im Übergang zur Marktwirtschaft zu unterstützen. Das Angebot wurde von mehr als 1.000 Teilnehmern angenommen.

## Werksteinspenden für die Frauenkirche Dresden

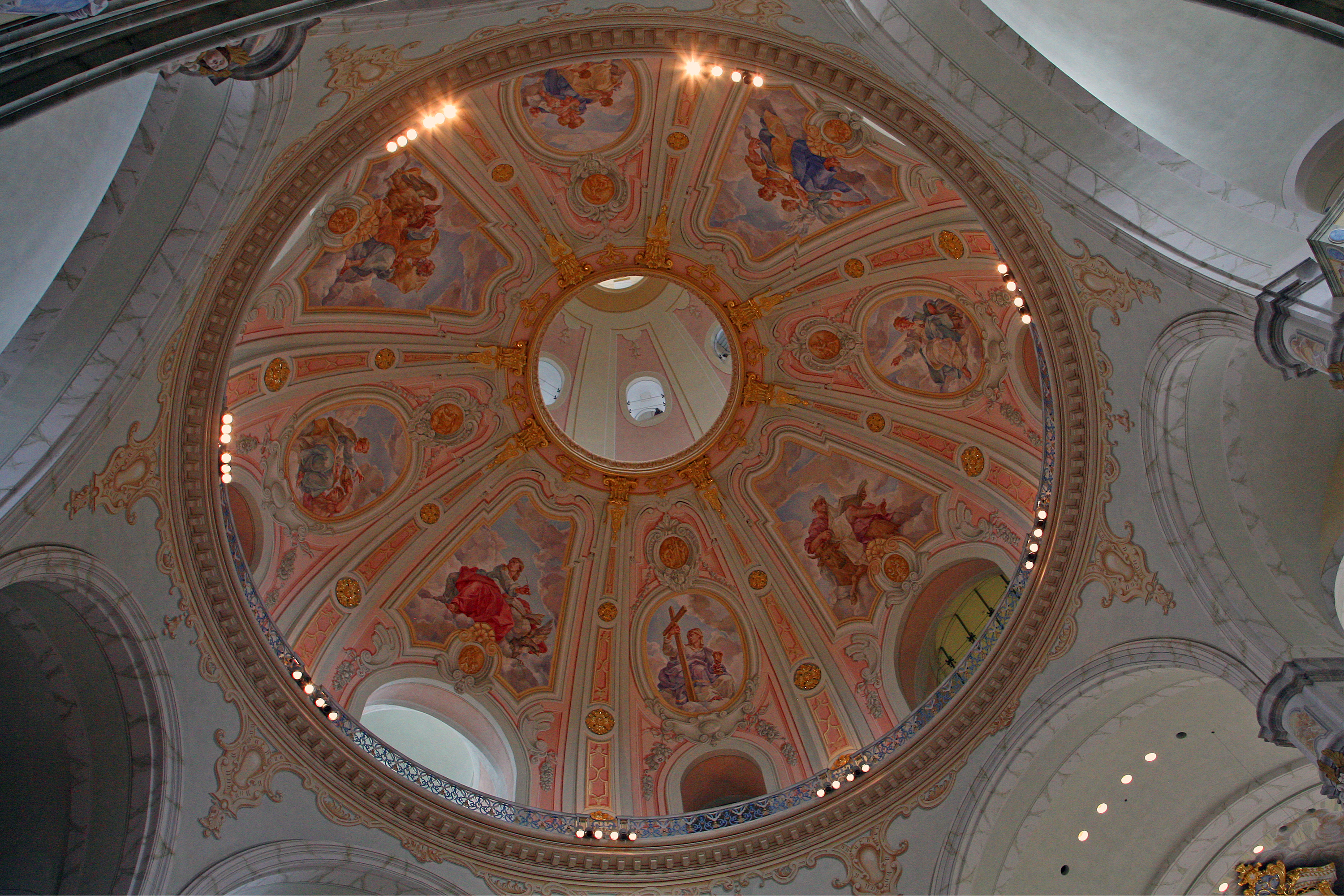
Kranzgesims, erkennbar als hellbrauner Ring (2013)

In den Jahren von 1997 bis 1999 schufen Lehrlinge und Meisterschüler des Steinmetzzentrums 131 Werksteinspenden für die Dresdner Frauenkirche. Die Rohsteine und den Transport finanzierte die Stiftung Frauenkirche Dresden, die Arbeitsleistung wurde gespendet. Besonders bemerkenswert ist, dass sich unter den 131 Werkstein-Spenden alle 76 profilierten Werksteine für das gesamte Kranzgesims unterhalb der inneren Kuppel von Meisterprülingen befinden.

## Werke, Symposien, Ausstellungen, bedeutende Ereignisse (Auswahl)
- 1981 Erster Meisterlehrgang am 4. Januar im Steinmetzzentrum eröffnet
- 1981 Erster überbetrieblicher Lehrgang am 18. Mai im Steinmetzzentrum eröffnet

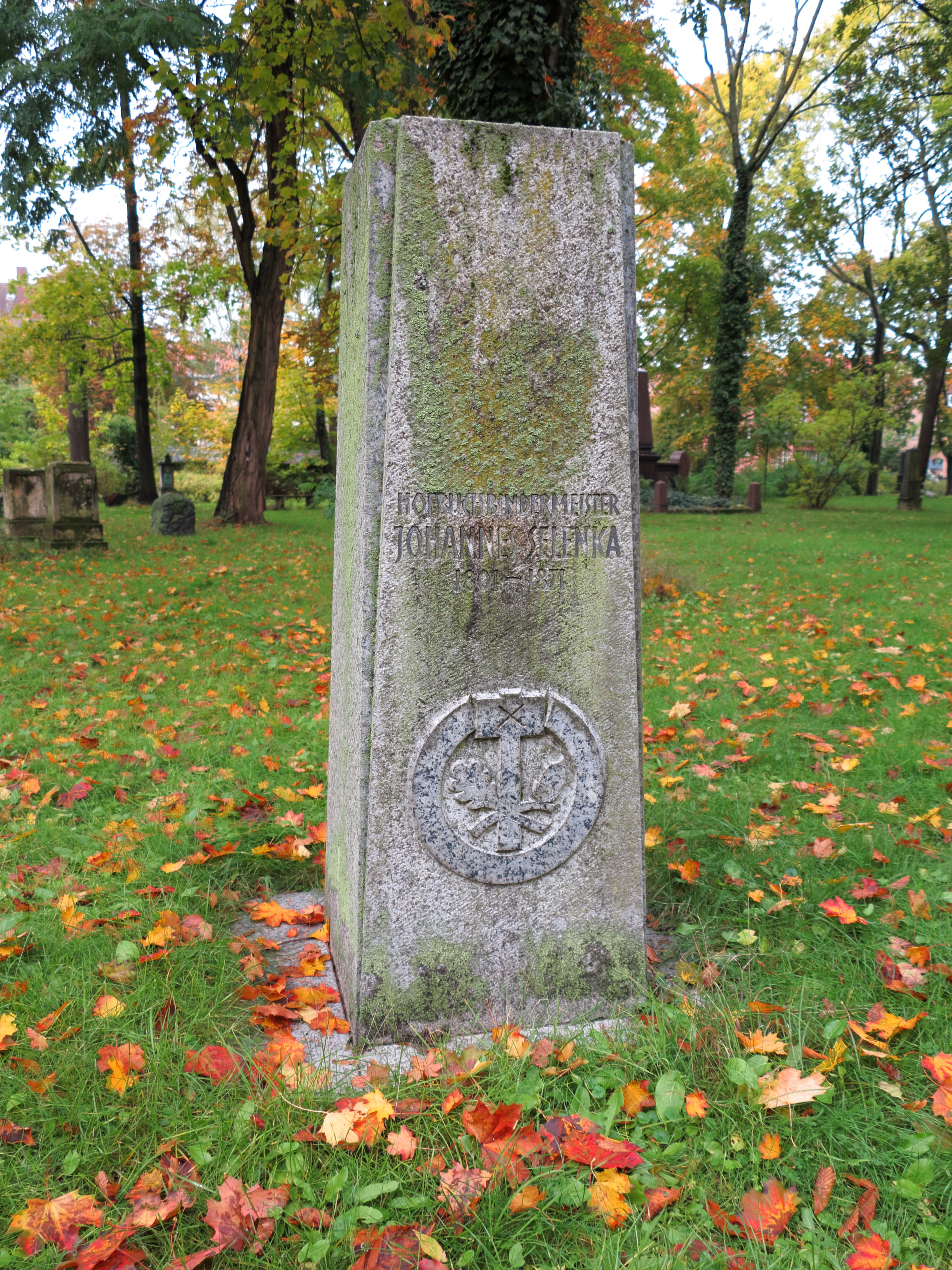
Grabmal von Johannes Selenka aus Kösseine-Granit
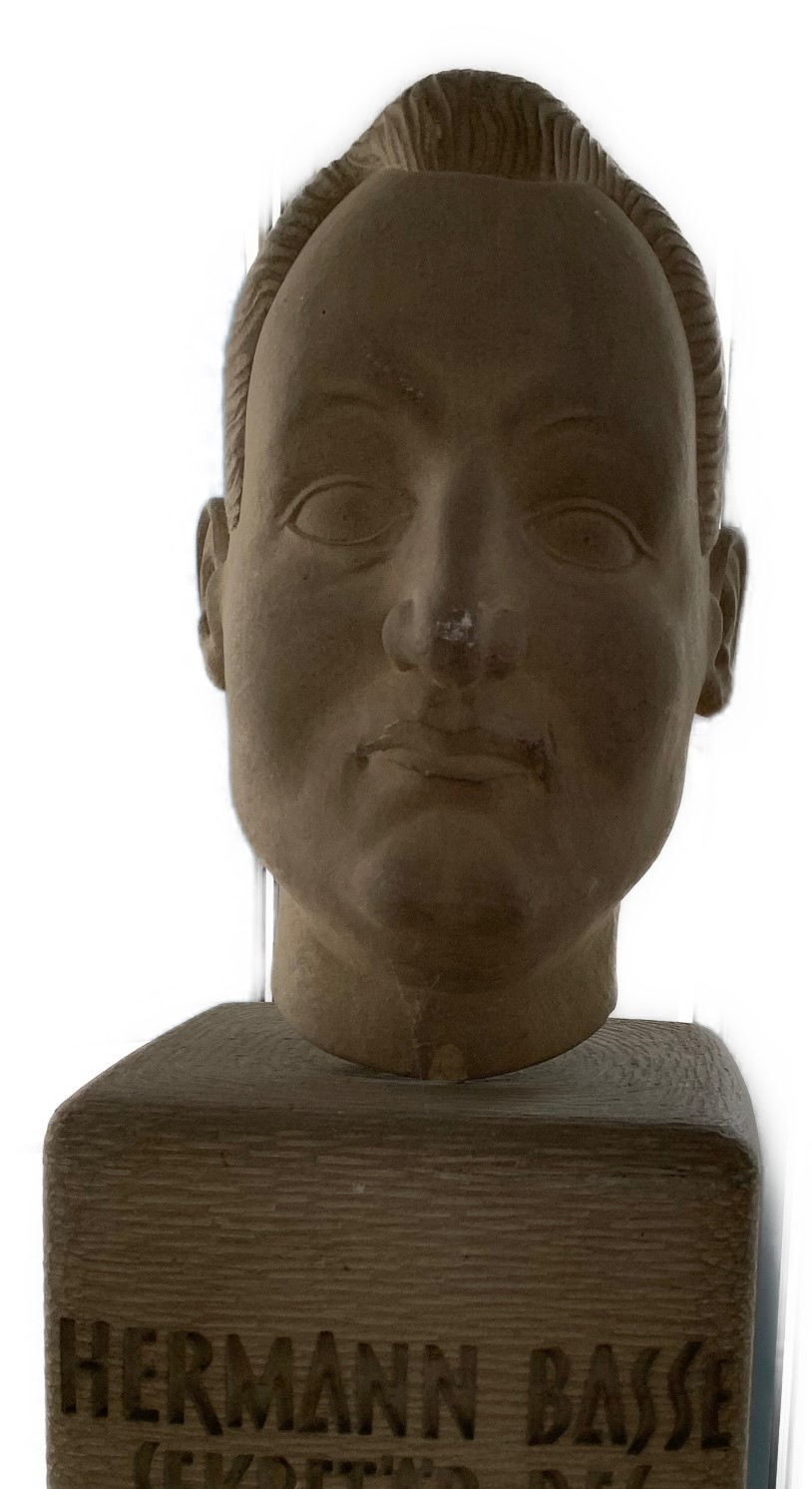
Porträt des Gewerkschafters Basse, der 1933 von Nationalsozialisten ermordet wurde

- 1982 Steinmetzzentrum schuf das Grabmal für Johannes Selenka auf dem Magni-Friedhof in Braunschweig, ein Braunschweiger Handwerker, der 1848 demokratische Reformen im Handwerk mitentwickelte
- 1982 Bundesdeutsche Gestaltungskreise trafen sich im Steinmetzzentrum zum Erfahrungsaustausch
- 1983 Ein Ausbilder des Steinmetzzentrums schuf mit Lehrlingen ein Steinporträt des Gewerkschafters Hermann Basse, ein NS-Opfer, das im DGB-Haus Braunschweig aufgestellt ist
- Ausstellungsbeteiligung auf den Deutschen Natursteintagen in Nürnberg
- 1985 Auszeichnung mit einer Bronzenen Plakette für hervorragende Leistungen in der Grabmalgestaltung auf der Bundesgartenschau in Berlin
- 1985 Aufstellung von fünf Mustersteinen auf dem Leitfriedhof Nürnberg
- 1986 Gestaltungswettbewerb auf dem Musterfriedhof in Bielefeld

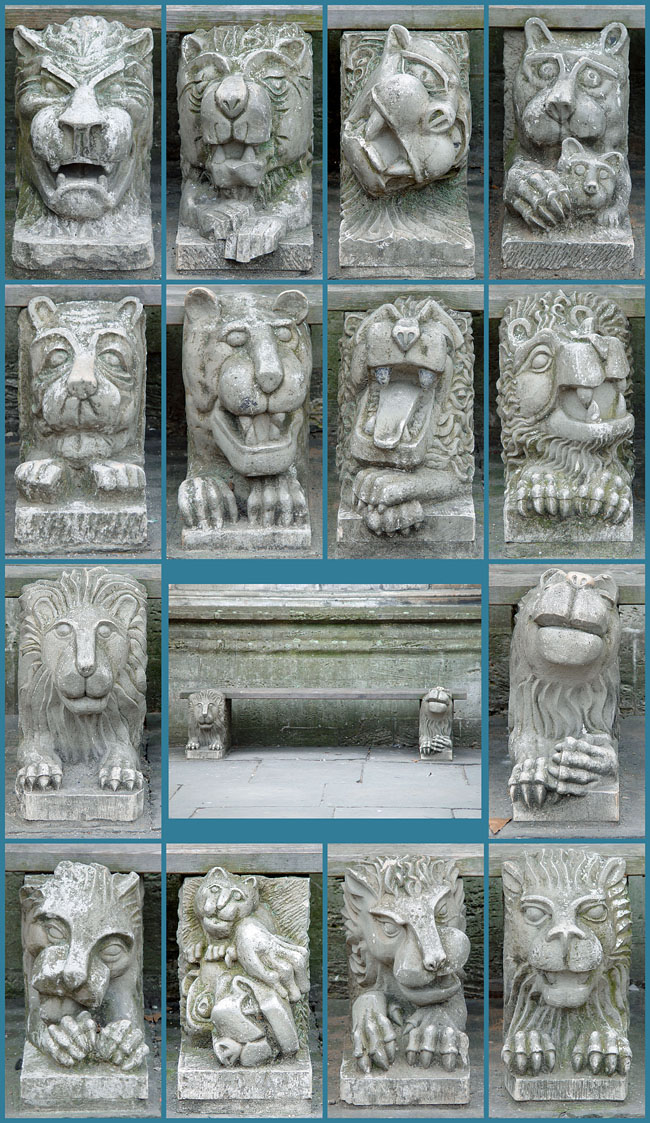
Löwenköpfe als Bankstützen vor dem Braunschweiger Dom

- 1986 Übergabe von Steinernen Löwen auf dem Burgplatz vor dem Dom St. Blasius in Braunschweig als Sitzbankstützen, die in einem Steinbildhauer-Lehrlingsprojekt entstanden
- 1987 Beteiligung an der Deutschen Natursteinmesse in Nürnberg
- Ausstellungsbeteiligung zum Thema Restaurator im Handwerk in Göttingen und Hildesheim
- Erster Erfahrungsaustausch zwischen Steinmetzhandwerk, staatlicher Denkmalpflege, Architekten und Staatshochbauämtern in Königslutter, veranstaltet von Steinmetzzentrum in Königslutter
- 1988 Steinplastik für den Eingang der Heinrich-der-Löwe-Kaserne in Braunschweig übergeben
- 1988 Abschluss eines bundesweiten Wettbewerbs zur Erlangung eines Zeichens für das Steinmetzzentrum
- 1988 Ausstellungsbeteiligung im Niedersächsischen Landtag zum Thema „Der geprüfte Restaurator im Handwerk“
- 1989 Ausstellung auf den Deutschen Naturwerksteintagen in Nürnberg
- 1990 Erstes Treffen aller deutsch-deutschen Obermeister und Landesinnungsmeister zum Kennenlernen und Erfahrungsaustausch im Steinmetzzentrum
- 1991 Beteiligung an der Sonderausstellung „Gestaltete Steinoberflächen“ auf den Deutschen Natursteintagen
- 1991 Steinmetzzentrum wird von der Bundesinnung der Steinmetze beauftragt, Lehrlinge aus Sachsen-Anhalt, Brandenburg und Mecklenburg-Vorpommern überbetrieblich auszubilden
- 1992 Aufstellung einer Granitsäule in Nîmes in Südfrankreich anlässlich der Deutsch-Französischen-Partnerschaft zwischen Braunschweig und Nîmes

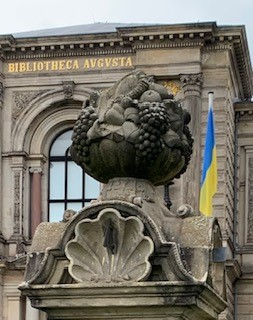
Bekrönung der Sonnenuhr vor der Herzog-August-Bibliothek in Wolfenbüttel (2023)

- 1992 Ergänzung mit einer Obstschale der historischen Sonnenuhr vor der Herzog August Bibliothek in Wolfenbüttel
- 1992 Ausstellung von Steinexponaten auf der Bundesgartenschau in Nordrhein-Westfalen
- 1993 Das Fachbuch „Steinmetzpraxis“ wird vom Steinmetzzentrum in erster Auflage herausgegeben; das in drei Auflagen verlegt wird
- 1994 Steinmetzzentrum entwickelt eine Lernhilfe als Software, einen „Steinmetz-Praxis-Trainer“ zum gleichnamigen Fachbuch, für Meisterschüler, ein Novum in der Steinmetzausbildung
- 1994 Meisterschüler nehmen an einem Fassadengestaltungs-Wettbewerb mit Preisverleihung teil
- 1994 Steinmetzzentrum wird Mitglied in der Arbeitsgruppe Kunsthandwerk Braunschweig e.V.
- 1995 13 Lehrlingen fertigen 16 profilierte Werksteine für die Frauenkirche Dresden als Spende
- 1995 Mittelalterliches Maßwerk, gefertigt von Lehrlingen, anlässlich der 800-Jahr-Feier für Heinrich der Löwe am Braunschweig Dom aufgestellt
- 1996 Bundesinnung der Steinmetze beauftragt das Steinmetzzentrum mit der Entwicklung eines Lehrgangskonzept „CNC-Steuerung in Steinmetzbetrieben“
- 1996 Beginn der Arbeiten zur Modernisierung des vorhandenen Maschinenparks
- 1996 Übergabe eines steinernen Brunnens an das neue Berufsbildungszentrum der Partnerkammer Handwerkskammer Magdeburg
- 1997 Erste CNC-Steinsäge in einer Steinmetz-Ausbildungsstätte wird in Betrieb genommen
- 1997–2001 122 Werksteine an die Frauenkirche Dresden gespendet.[20]
- 1998 Außenstelle des Steinmetzzentrums für Steinmetzlehrlinge im 1. Ausbildungsjahr aus Nordrhein-Westfalen für die Dauer von fünf Jahren in Düsseldorf errichtet
- 1999 Erfahrungsaustausch im Steinmetzzentrum mit über 90 Ausbildern
- 1999 Beteiligung des Steinmetzzentrums an einem zweiwöchigen Projekt des Niedersächsischen Landesamtes für Denkmalpflege und des Bundesumweltamtes mit Lehrlingen an der St. Johanniskirche in Osnabrück
- 2000 Die Zweite große Baumaßnahme im Bildungszentrum beginnt
- 2000 Teilnahme von Lehrlingen am internationalen Wettbewerb in Junas in Südfrankreich
- 2001 Bausteinlegung für das neue Gästehaus im Steinmetzzentrum
- 2001 Richtfest des Gästehausbaus
- 2001 Teilnahme von Ausbildern des Steinmetzzentrums und der Steinmetzschule Königslutter an einem Seminar zur Marmorrestaurierung am „Europäische Zentrum Venedig für die Berufe in der Denkmalpflege“ auf der Insel San Servolo in Venedig
- 2001 Teilnahme von Lehrlingen zum Thema „Wasser und Stein“ bei Nîmes in Südfrankreich
- 2002 Inbetriebnahme des neuen Gästehauses
- 2002 Fortbildung zum „Gipsschneiden“ in Poznań (Polen) mit vier Ausbildern und 12 Lehrlingen
- 2003 Leonardo-Projekt in Carrara für 12 Lehrlinge in der Dauer von 13 Wochen wird begonnen
- 2004 Teilnahme von Lehrlingen an einem Projekt von Sozialkassen, Berufsbildungswerken und Fachverbänden in der Gedenkstätte Buchenwald
- 2005 Ausstellungsbeteiligung auf der „stone+tec“ am Stand der Bundesinnung der Steinmetze
- 2006 Erste Leonardo-Projekte mit der Marmorschule Fines, Andalusien[21]

## Auszeichnungen
- 1985: Bronzene Ehrennadel bei der Bundesgartenschau in Berlin
- 2003: Hermann-Schmidt-Preis durch das Bundesinstitut für Berufliche Bildung für Innovative Berufsbildung

## Veröffentlichungen
- Steinmetzpraxis: Das Handbuch für die Arbeit mit Naturwerkstein. Hrsg. v. Bildungszentrum für das Steinmetz- und Bildhauerhandwerk Königslutter. 3. Auflage. Ebner Verlag Ulm 1995, ISBN 3-87188-137-6.

## Schließung
2021 wurde bekannt, dass für den weiteren Betrieb des Steinmetzzentrums brand- und arbeitsschutzrechtliche Maßnahmen in Höhe von 5 Millionen Euro erforderlich gewesen wären.
Das Berufsbildungswerk lehnte die Investition ab, was die Schließung des Steinmetzzentrums zur Folge hatte. Bei einer Förderung von 80 Prozent öffentlicher Mittel hätte das Berufsbildungswerk 1,5 Mio. € für die geplante Baumaßnahme aufbringen und eine Auslastung über 25 Jahre zusichern müssen. Das BBW habe erklärt, dass der Rückgang der Lehrlingszahlen im Steinmetzhandwerk innerhalb von 10 Jahren (sic) bis 2020 einen bundesweiten Rückgang um 70 Prozent nach sich zog. Das Berufsbildungswerk nannte allerdings einen Rückgang in den „letzten 20 Jahren (sic) von 2400 (im Jahr 1998) auf 736 (2020)“. Aufgrund der Entwicklung dieser Lehrlingszahlen befürchtete das Berufsbildungswerk, dass es sich bei einer Finanzierungszusage hohen Rückforderungen von öffentlichen Mitteln aussetzen könnte, da es keine 25 Jahre anhaltende Auslastung mit Lehrlingen garantieren könne. Stattdessen erwog das Berufsbildungswerk, die Ausbildung in das Ausbildungszentrum Halle-Holleben zu verlegen.
Meistervorbereitungslehrgänge im Steinmetz- und Steinbildhauerhandwerk werden von der Handwerkskammer Braunschweig-Lüneburg-Stade für 2023 weiterhin angeboten.

## Leiter des Steinmetzzentrums
- Reiner Flassig (1981 bis 2010)
- Olaf Bunger (2010 bis 2022), ab 2022 Leiter des Berufsbildungszentrums in Braunschweig der Handwerkskammer Braunschweig-Lüneburg-Stade

## Teilnehmerzahlen von 1981 bis 2005
Das Steinmetzzentrum hatte in den ersten 25 Jahren nach seiner Gründung folgende Auslastung.
| Bezeichnung          | Anzahl  |
| -------------------- | ------- |
| ÜLU-Lehrgänge        | 3.411   |
| ÜLU-Teilnehmer       | 42.711  |
| ÜLU-Übernachtungen   | 269.521 |
| Meisterschüler       | 1.103   |
| Restauratorenschüler | 193     |
| Seminar-Teilnehmer   | 4.578   |